# Famosos y familia
Famosos y familia fue una serie de televisión, estrenada por Televisión española en 1999, dirigida por Fernando Colomo y protagonizada por Carmen Maura. Inicialmente la serie constaba de trece episodios, de los que sólo llegaron a grabarse nueve y a emitirse cuatro.

## Argumento
La serie indaga en las bambalinas del mundo del cine y la televisión a través de la visión de Sara y Armando, un matrimonio que vive del mundo del espectáculo, ella guionista y el director.

## Audiencias
El estreno de la serie fue seguido por 2.265.000 espectadores (15,2% de cuota de pantalla). El segundo capítulo por 2.058.000 (13,5% de cuota de pantalla) y el tercero por 1.672.000 (10,7% de cuota de pantalla). Estos malos resultados de audiencia precipitaron la cancelación definitiva de la producción, emitiéndose sólo 4 capítulos de los 9 rodados y los 13 previstos.
La serie ha sido repuesta íntegra en Rioja Televisión y CyL8.

## Reparto
- Carmen Maura ... Sara
- Joaquín Kremel ... Armando
- Juan Echanove
- Mónica Cano

## Ficha Técnica
- Dirección: Fernando Colomo
- Guiones: Fernando Colomo, Daniela Féjerman, Juan Pedro Herraiz, Elio Palencia, Inés París
- Producción: Beatriz de la Gándara, Sandra Hermida, Edmon Roch.
- Fotografía: Ignacio Núñez Arrieta
- Dirección Artística: César Macarrón
- Diseño de vestuario: Vicente Ruiz